# Province de Huancayo
La province de Huancayo (en espagnol : Provincia de Huancayo) est l'une des huit  provinces de la région de Junín, dans le centre du Pérou. Son chef-lieu est la ville de Huancayo, qui est aussi la capitale de la région et le siège de l'archidiocèse de Huancayo.

## Géographie
La province couvre une superficie de 3 558,10 km2. Elle est limitée au nord par la province de Concepción, à l'est par la province de Satipo, au sud par la région de Huancavelica et à l'ouest par la province de Chupaca.

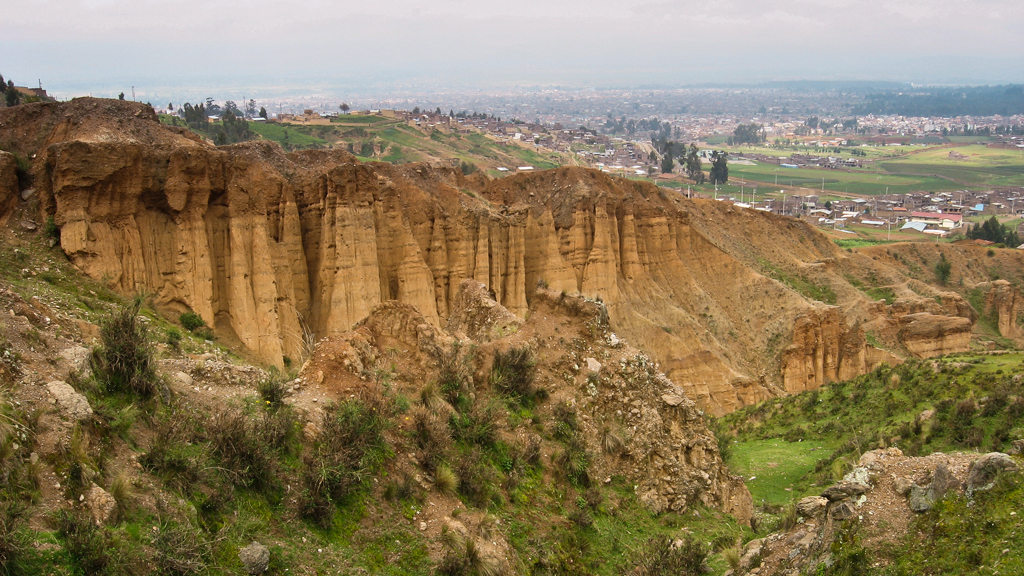
Formations rocheuses de Turi Turi (Torre Torre) près de la ville de Huancayo

## Histoire
La province fut créée le 16 novembre 1864.

## Population
La population de la province s'élevait à 466 346 habitants en 2007.

## Subdivisions
La province de Huancayo est divisée en 28 districts :
- Carhuacallanga
- Chacapampa
- Chicche
- Chilca
- Chongos Alto
- Chupuro
- Colca
- Cullhuas
- El Tambo
- Huacrapuquio
- Hualhuas
- Huancán
- Huancayo
- Huasicancha
- Huayucachi
- Ingenio
- Pariahuanca
- Pilcomayo
- Pucará
- Qhichuay
- Quilcas
- San Agustín de Cajas
- San Jerónimo de Tunán
- San Pedro de Saño
- Santo Domingo de Acobamba
- Sapallanga
- Sicaya
- Viques